# أبنر سي. هاردينغ
أبنر سي. هاردينغ هو ضابط ومحامي وسياسي أمريكي، ولد في 10 فبراير 1807 في إيست هامبتون في الولايات المتحدة، وتوفي في 19 يوليو 1874 في مونماوث في الولايات المتحدة. نشط حزبياً في الحزب الجمهوري. وقد انتخب عضو مجلس نواب إلينوي ‏ وانتخب عضو مجلس النواب الأمريكي ‏.